# Гимноцезий
Гимноцезий, или гимноцезио (лат. Gymnocaesio gymnoptera), — вид морских пелагических лучепёрых рыб из семейства цезионовых (Caesionidae). Единственный представитель в одноимённом роде Gymnocaesio. Широко распространены в Индо-Тихоокеанской области. Максимальная длина тела 18 см.

## Описание
Тело удлинённое, веретенообразное, несколько сжато с боков. Два постмаксиллярных выступа. Верхняя челюсть сужается к заднему краю. Рот маленький, конечный, выдвижной. Мелкие конические зубы на обеих челюстях и сошнике, на предчелюстной и нёбной костях зубов нет. В спинном плавнике 10 (редко 11) колючих и 15 (редко 14 или 16) мягких лучей. В анальном плавнике 3 колючих и 12 (редко 11 или 13) мягких лучей. Спинной и анальный плавники не покрыты чешуёй. В грудных плавниках 20—22 мягких лучей. Хвостовой плавник раздвоен. В боковой линии 64—74 чешуй.
Верхняя часть тела голубовато-зелёная, центры чешуй более светлые, что придаёт рыбе полосатый вид. Вдоль боковой линии проходит одиночная жёлтая или коричневая полоса шириной около одного ряда чешуи. Непосредственно под боковой линией проходит ярко-синяя продольная полоса, покрывающая до 1/3 стороны тела. Нижняя часть тела серебристо-белая. Пазухи грудных плавников чёрные. Грудные, брюшные, спинной и анальный плавники белые. Хвостовой плавник тёмный, кончики лопастей чёрные.

## Биология
Морские пелагические рыбы. Обитают у коралловых рифов на глубине от одного до 500 м; образуют большие скопления, часто совместно с другими видами цезионовых. Питаются зоопланктоном в толще воды.

## Распространение
Широко распространены в тропических и субтропических водах Индо-Тихоокеанской области от восточного побережья Африки и Красного моря до Фиджи; на север до Японии.